# The Brave (seriál)
The Brave je americký dramatický televizní seriál. Americká stanice NBC objednala jeho pilotní díl 4. května 2017 společně se seriálem Rise. Oba seriály objednala a zařadila do svého vysílacího programu 2017–2018. Pilotní díl měl premiéru 25. září 2017. Dne 11. května 2018 bylo oznámeno zrušení seriálu po odvysílání první řady.

## Obsazení

### Hlavní role
- Anne Heche jako zástupkyně ředitele DIA Patricia Campbell[3]
- Mike Vogel jako kapitán Adam "Top" Dalton[4]
- Tate Ellington jako analytik DIA a bývalý operativec CIA Noah Morgenthau[1]
- Demetrius Grosse jako CPO a bývalý mariňák Ezekiel "Preach" Carter[5]
- Natacha Karam jako seržant Jasmine "Jaz" Khan[1]
- Noah Mills jako seržant a bývalý operativec Delta force Joseph J. "McG" McGuire[6]
- Sofia Pernas jako analytička a bývalý operativec DIA Hannah Rivera[7]
- Hadi Tabbai jako agent Amir Al-Raisani[1]

### Vedlejší role
- Bahram Khosraviani jako Qassem Javad

## Seznam dílů
| Č. v seriálu | Původní název         | Režie                 | Scénář                                                        | Premiéra v USA     |
| ------------ | --------------------- | --------------------- | ------------------------------------------------------------- | ------------------ |
| 1            | Pilot                 | Brad Anderson         | Dean Georgaris                                                | 25. září 2017      |
| 2            | Moscow Rules          | Yves Simoneau         | Dean Georgaris                                                | 2. října 2017      |
| 3            | The Greater Good      | Jeffrey Nachmanoff    | námět: Dean Georgaris a Michael Alaimo scénář: Michael Alaimo | 9. října 2017      |
| 4            | Break Out             | David Straiton        | Mike Daniels                                                  | 16. října 2017     |
| 5            | Enhanced Protection   | John Terlesky         | Matt Corman a Chris Ord                                       | 23. října 2017     |
| 6            | The Seville Deduction | Tessa Blake           | Mike Daniels                                                  | 30. října 2017     |
| 7            | It's All Personal     | Breck Eisner          | Jamie Pachino                                                 | 6. listopadu 2017  |
| 8            | Stealth               | John Scott            | Theo Travers                                                  | 13. listopadu 2017 |
| 9            | Desperate Times       | Félix Enríquez Alcalá | Denise Harkavy a Dean Georgaris                               | 20. listopadu 2017 |
| 10           | Desperate Measures    | Marisol Adler         | Matt Corman a Chris Ord                                       | 8. ledna 2018      |
| 11           | Grounded              | Mikael Salomon        | Sue Chung                                                     | 15. ledna 2018     |
| 12           | Close to Home: Part 1 | David Boyd            | Michael Alaimo                                                | 22. ledna 2018     |
| 13           | Close to Home: Part 2 | John Terlesky         | Jamie Pachino a Dean Georgaris                                | 29. ledna 2018     |